# Беллсгілл
Беллсгі́лл (англ. Bellshill) — місто в центрі Шотландії, в області Північний Ланаркшир.
Населення міста становить 20 200 осіб (2006).